# Frankfurt Galaxy 2021
Questa voce raccoglie le informazioni riguardanti i Frankfurt Galaxy nelle competizioni ufficiali della stagione 2021.

## Roster
| Roster dei Frankfurt Galaxy (2021) |
| --- |
| Quarterback - 6 Moritz Johannknecht - 7 Jakeb Sullivan Running Back - 21 Gennadiy Adams - 22 Gerald Ameln - 32 Justin Rodney - 345 Max Schmidt FB/HB Wide Receiver - 11 Anthony Mahoungou - 13 Marvin Rutsch - 15 Max Siemssen - 17 Nico Schön - 18 Nico Strahmann - 81 Noah Bomba - 82 Hendrik Schwarz - 83 Luca Sack - 84 Cheikhou Sow - 85 Markus Hachenberg - 86 Lorenz Regler Tight End - 87 Kevin Mwamba Offensive Linemen - 58 Pascal Abt - 61 Lars Hampel - 62 Lucas Hebel - 70 Moritz Schmidt - 71 Frank Atunlese - 72 Marko Vidovic - 73 Jan-Hendrik Hoffmeyer - 74 Sven Fischer - 75 Joachim Christensen - 76 Nils Hampel - 77 Yannic Kiehl Defensive Linemen - 52 Darnell Minton - 55 Ville Valasti - 63 Nicolas Werle - 68 Joachim Bachmann - 90 Marc Anthony Hor - 94 Cedric Udegbe - 95 Mete Konya - 97 Wayne Drew - 99 Kevin Maier Linebacker - 1 Sebastian Silva Gomez - 2 Jhonattan Silva Gomez - 5 Sebastian Gauthier - 9 Kadel King - 44 Mark Gorelik - 46 Precious Ogbevoen - 47 Joshua Sauren - 49 Long Hoang - 53 Daniel Josiah - 57 Maximilian Krauss - 59 Rudolf Warkentin Defensive Back - 10 Omari Williams - 14 Joshua Poznanski - 23 Desmond Cooper - 24 Robin Maier - 25 Benjamin Barnes - 28 Simon Otto - 32 Steffen Olschok - 36 Myron de Vane Special Team Coaching staff Thomas Kösling (HC) |

## European League of Football 2021

### Stagione regolare
| Arbitri: | M. Scholz B. Hauben K. Haltermann Jurzyk M. Hoffmann H. Romanczyk M. Burzec |

| |           | |
| Mati 7':40" Q2 (TD) 57yd fumble recovery Andersen Q2 (pat) Botella Moreno 0':00" Q3 (TD) 29yd pass from Clark Andersen Q3 (pat) Andersen 0':02" Q4 (FG) 16yd | Marcatori | Sack 13':19" Q2 (FG) 35yd Adams 0':13" Q2 (TD) 1yd run Schwarz 7':49" Q4 (TD) 6yd pass from Sullivan |

| Arbitri: | M. Scholz D. Clemence S. Heimerdinger A. Ortmann Scott C. Beckmann Y. Hamiko |

| |           | |
| Shannon 11':26" Q3 (TD) 29yd run Tapscott Q3 (pat) Wright 8':20" Q4 (TD) 1yd run Tapscott Q4 (pat) Eitel 1':55" Q4 (TD) 12yd pass from Wright | Marcatori | Adams 9':36" Q1 (TD) 2yd run Strahmann Q1 (pat) Adams 5':42" Q1 (TD) 61yd run Rutsch 13':21" Q2 (TD) 1yd pass from Sullivan Siemssen Q2 (pat) Regler 0':26" Q2 (TD) 8yd pass from Sullivan Siemssen Q2 (pat) Johannknecht 1':59" Q3 (TD) 1yd run Strahmann 10':20" Q4 (FG) 31yd Ameln 3':54" Q4 (TD) 12yd run |

| Arbitri: | T. Denker M. Kattilus Horak S. Richardson Jurzyk A. Flaisch-J. A. Sourdrille |

| |           | |
| Gauthier 5':55" Q2 (TD) 25yd interception return Sullivan 5':18" Q3 (TD) 3yd run Ameln 0':10" Q3 (TD) 5yd pass from Sullivan Siemssen Q3 (pat) Siemssen 0':49" Q4 (FG) 24yd | Marcatori | Mazan 0':20" Q2 (TD) 9yd pass from O'Connor Mazan 4':28" Q4 (TD) 49yd pass from O'Connor Pańczyszyn Q4 (pat) |

| Arbitro: | Walentynowicz |

| |           | |
| Pounds 4':59" Q3 (TD) 20yd pass from J. Weinreich Schuhmacher Q3 (pat) Pounds 8':55" Q4 (TD) 34yd pass from J. Weinreich Pounds 4':22" Q4 (TD) 98yd kickoff return Schuhmacher Q4 (pat) | Marcatori | Strahmann 13':55" Q1 (TD) 38yd pass from Sullivan Siemssen Q1 (pat) Regler 8':00" Q1 (TD) 38yd pass from Sullivan Regler 10':24" Q2 (TD) 11yd pass from Sullivan Rutsch Q2 (tpc) pass from Sullivan Mahoungou 3':05" Q2 (TD) 20yd pass from Sullivan Siemssen Q2 (pat) Siemssen 0':00" Q2 (FG) 43yd Sow 10':57" Q3 (TD) 23yd pass from Sullivan Siemssen Q3 (pat) Siemssen 4':38" Q4 (FG) 41yd |

| Arbitri: | Ratajczak E. Sumner A. Nagel S. Richardson B. Marciniak C. Beckmann A. Sourdrille |

| |           | |
| Mahoungou 5':04" Q1 (TD) 10yd pass from Sullivan Siemssen Q1 (pat) Strahmann 1':20" Q1 (TD) 9yd pass from Sullivan Siemssen Q1 (pat) Rodney 2':00" Q2 (TD) 15yd run Siemssen Q2 (pat) Mahoungou 10':21" Q3 (TD) 22yd pass from Sullivan 8':12" Q3 (TD) 2yd run Rutsch Q3 (tpc) pass from Sullivan Strahmann 3':37" Q3 (TD) 9yd pass from Sullivan Siemssen Q3 (pat) | Marcatori | Bertellin 12':32" Q1 (TD) 15yd pass from Edwards Tavecchio 11':39" Q2 (FG) 24yd Tavecchio 1':00" Q2 (FG) 56yd Flores 2':40" Q3 (TD) 74yd pass from Edwards Tavecchio Q3 (pat) Tavecchio 14':16" Q4 (FG) 21yd |

| Arbitri: | Hamiko D. Clemence M. Burzec M. Szczepanski A. Flaisch-J. Przybyła H. Romanczyk |

| |           |                            |
| Mahoungou 11':49" Q1 (TD) 0yd fumble recovery Rodney 9':17" Q1 (TD) 7yd run Sullivan 1':26" Q1 (TD) 7yd run Ebsen Q1 (pat) Mahoungou 0':42" Q2 (TD) 60yd pass from Sullivan Ebsen Q2 (pat) Sullivan 9':25" Q3 (TD) 1yd run Ebsen Q3 (pat) Ebsen 4':15" Q3 (FG) 48yd Rutsch 0':31" Q3 (TD) 32yd pass from Johannknecht Ebsen Q3 (pat) Ameln 8':22" Q4 (TD) 44yd run Ebsen Q4 (pat) Schneikert 1':27" Q4 (TD) 3yd run Ebsen Q4 (pat) | Marcatori | Bronn 11':06" Q2 (FG) 41yd |

| Arbitri: | M. Scholz B. Hansen R. Lewis S. Richardson Jurzyk Przybyła A. Flaisch-J. |

| |           |                                                                                        |
| Mwamba 9':46" Q1 (TD) 21yd pass from Sullivan Ebsen Q1 (pat) Mahoungou 2':16" Q1 (TD) 28yd pass from Sullivan Ebsen Q1 (pat) Sullivan 6':54" Q2 (TD) 1yd run S. Silva Gomez 6':31" Q2 (TD) 30yd fumble recovery Ebsen Q2 (pat) Schwarz 6':30" Q3 (TD) 15yd pass from Sullivan Team 4':24" Q3 (saf) failed snap out of punter's range | Marcatori | Andersen 4':57" Q1 (FG) 43yd Andersen 9':32" Q2 (FG) 23yd Andersen 9':38" Q4 (FG) 34yd |

| Arbitri: | Walentynowicz Klimes Walentynowicz M. Szczepanski B. Marciniak Hameder H. Romanczyk |

|                                                              |           | |
| Mazan 1':45" Q4 (TD) 41yd pass from O'Connor Leader Q4 (pat) | Marcatori | Regler 13':58" Q1 (TD) 16yd pass from Sullivan Ebsen Q1 (pat) Sow 5':22" Q1 (TD) 2yd pass from Sullivan Schwarz 0':02" Q2 (TD) 9yd pass from Sullivan Ebsen Q2 (pat) Poznanski 9':46" Q3 (TD) 58yd interception return Ebsen 6':46" Q4 (FG) 38yd Poznanski 6':00" Q4 (TD) 35yd interception return Ebsen Q4 (pat) |

| Arbitri: | Miras D. Clemence M. Burzec M. Szczepanski A. Valverde J. Lanz Cobas M. Exposito |

| |           | |
| Constant 8':10" Q2 (TD) 100yd kickoff return Bertellin 7':30" Q4 (TD) 2yd pass from Bertellin Edwards Q4 (tpc) rush | Marcatori | Mahoungou 8':45" Q1 (TD) 12yd pass from Sullivan Schwarz 5':48" Q3 (TD) 5yd pass from Sullivan Mahoungou Q3 (tpc) pass from Sullivan Regler 0':11" Q3 (TD) 22yd pass from Sullivan Q3 (tpc) rush |

| Arbitri: | Hamiko J. Poschlod M. Burzec M. Exposito A. Gurbiersch C. Beckmann H. Romanczyk |

| |           |                                                         |
| Adams 9':24" Q1 (TD) 3yd run Johannknecht 1':24" Q1 (TD) 1yd run Siemssen Q1 (pat) Strahmann 9':48" Q2 (TD) 15yd pass from Johannknecht Schön 0':19" Q2 (TD) 8yd pass from Johannknecht Siemssen 6':05" Q3 (TD) 6yd pass from Johannknecht Schwarz Q3 (pat) Rodney 14':04" Q4 (TD) 11yd pass from Johannknecht Schwarz Q4 (pat) Rodney 9':45" Q4 (TD) 99yd kickoff return | Marcatori | An. Frisch 10':00" Q4 (TD) 3yd run Schuhmacher Q4 (pat) |

### Playoff
| Arbitri: | Walentynowicz J. Poschlod E. Walentynowicz Pachulski Simon Hameder A. Sourdrille |

| |           |                               |
| Mwamba 13':30" Q1 (TD) 16yd pass from Sullivan Adams Q1 (tpc) rush Schwarz 2':44" Q1 (TD) 1yd pass from Sullivan Schwarz 4':30" Q2 (TD) 24yd pass from Sullivan Schwarz Q4 (pat) Mahoungou 0':20" Q2 (TD) 39yd pass from Sullivan Rutsch 3':15" Q3 (TD) 55yd pass from Sullivan Schwarz 12':39" Q4 (FG) 25yd | Marcatori | London 8':45" Q4 (TD) 3yd run |

| Arbitri: | M. Scholz B. Hansen M. Burzec M. Szczepanski Jurzyk Przybyła A. Flaisch-J. |

| |           | |
| Adams 5':43" Q2 (TD) 43yd pass from Sullivan Strahmann 2':42" Q2 (TD) 13yd pass from Sullivan Mahoungou 0':05" Q2 (TD) 10yd pass from Sullivan Adams Q2 (tpc) pass from Sullivan Mwamba 5':48" Q4 (TD) 6yd pass from Sullivan 0':25" Q4 (TD) 1yd run | Marcatori | Clark 1':19" Q1 (TD) 1yd run Andersen Q1 (pat) Andersen 13':38" Q2 (FG) 32yd Madin Cerezo 1':30" Q2 (TD) 33yd pass from Clark Andersen Q2 (pat) Clark 9':30" Q3 (TD) 1yd run Andersen Q3 (pat) Andersen 4':11" Q3 (FG) 32yd Andersen 11':07" Q4 (FG) 32yd |

## Statistiche di squadra
| Competizione | %Vittorie | In casa | In casa | In casa | In casa | In casa | In casa | In trasferta | In trasferta | In trasferta | In trasferta | In trasferta | In trasferta | Totale | Totale | Totale | Totale | Totale | Totale |
| Competizione | %Vittorie | G       | V       | N       | P       | Pf      | Ps      | G            | V            | N            | P            | Pf           | Ps           | G      | V      | N      | P      | Pf     | Ps     |
| ------------ | --------- | ------- | ------- | ------- | ------- | ------- | ------- | ------------ | ------------ | ------------ | ------------ | ------------ | ------------ | ------ | ------ | ------ | ------ | ------ | ------ |
| Campionato   | .900      | 5       | 5       | 0       | 0       | 201     | 54      | 5            | 4            | 0            | 1            | 156          | 78           | 10     | 9      | 0      | 1      | 357    | 132    |
| Playoff      | 1.000     | 2       | 2       | 0       | 0       | 68      | 36      | 0            | 0            | 0            | 0            | 0            | 0            | 2      | 2      | 0      | 0      | 68     | 36     |
| Totale       | .917      | 7       | 7       | 0       | 0       | 269     | 90      | 5            | 4            | 0            | 1            | 156          | 78           | 12     | 11     | 0      | 1      | 425    | 168    |

## Statistiche personali

### Marcatori
| Giocatore      | Ruolo | TD rush | TD recv | TD int | TD p.ret | TD k.ret | TD oth | Xp1 | Xp2 | FG  | Saf | Totale |
| -------------- | ----- | ------- | ------- | ------ | -------- | -------- | ------ | --- | --- | --- | --- | ------ |
| Mahoungou      |       | 0+0     | 6+2     | 0+0    | 0+0      | 0+0      | 1+0    | 0+0 | 1+0 | 0+0 | 0+0 | 56     |
| Schwarz        |       | 0+0     | 4+2     | 0+0    | 0+0      | 0+0      | 0+0    | 2+1 | 0+0 | 0+1 | 0+0 | 42     |
| Sullivan       |       | 5+1     | 0+0     | 0+0    | 0+0      | 0+0      | 0+0    | 0+0 | 1+0 | 0+0 | 0+0 | 38     |
| Adams          |       | 4+0     | 0+1     | 0+0    | 0+0      | 0+0      | 0+0    | 0+0 | 0+2 | 0+0 | 0+0 | 34     |
| Strahmann      |       | 0+0     | 4+1     | 0+0    | 0+0      | 0+0      | 0+0    | 1+0 | 0+0 | 1+0 | 0+0 | 34     |
| Regler         |       | 0       | 5       | 0      | 0        | 0        | 0      | 0   | 0   | 0   | 0   | 30     |
| Siemssen       |       | 0       | 1       | 0      | 0        | 0        | 0      | 11  | 0   | 3   | 0   | 26     |
| Rodney         |       | 2       | 1       | 0      | 0        | 1        | 0      | 0   | 0   | 0   | 0   | 24     |
| Rutsch         |       | 0+0     | 2+1     | 0+0    | 0+0      | 0+0      | 0+0    | 0+0 | 2+0 | 0+0 | 0+0 | 22     |
| Ameln          |       | 2       | 1       | 0      | 0        | 0        | 0      | 0   | 0   | 0   | 0   | 18     |
| Ebsen          |       | 0       | 0       | 0      | 0        | 0        | 0      | 12  | 0   | 2   | 0   | 18     |
| Mwamba         |       | 0+0     | 1+2     | 0+0    | 0+0      | 0+0      | 0+0    | 0+0 | 0+0 | 0+0 | 0+0 | 18     |
| Johannknecht   |       | 2       | 0       | 0      | 0        | 0        | 0      | 0   | 0   | 0   | 0   | 12     |
| Poznanski      |       | 0       | 0       | 2      | 0        | 0        | 0      | 0   | 0   | 0   | 0   | 12     |
| Sow            |       | 0       | 2       | 0      | 0        | 0        | 0      | 0   | 0   | 0   | 0   | 12     |
| Gauthier       |       | 0       | 0       | 1      | 0        | 0        | 0      | 0   | 0   | 0   | 0   | 6      |
| Schneikert     |       | 1       | 0       | 0      | 0        | 0        | 0      | 0   | 0   | 0   | 0   | 6      |
| Schön          |       | 0       | 1       | 0      | 0        | 0        | 0      | 0   | 0   | 0   | 0   | 6      |
| S. Silva Gomez |       | 0       | 0       | 0      | 0        | 0        | 1      | 0   | 0   | 0   | 0   | 6      |
| Sack           |       | 0       | 0       | 0      | 0        | 0        | 0      | 0   | 0   | 1   | 0   | 3      |
| Team           |       | 0       | 0       | 0      | 0        | 0        | 0      | 0   | 0   | 0   | 1   | 2      |

### Passer rating
| Giocatore      | G   | Att    | Comp   | Int | Yds      | TD   | NFL    | NCAA   |
| -------------- | --- | ------ | ------ | --- | -------- | ---- | ------ | ------ |
| Sullivan       | 9+2 | 263+55 | 173+37 | 8+0 | 2014+572 | 23+9 | 114,06 | 162,52 |
| Johannknecht   | 4+1 | 49+8   | 36+1   | 0+1 | 439+25   | 5+0  | 112,02 | 158,73 |
| von Stumpfeldt | 2   | 11     | 3      | 1   | 41       | 0    | 4,74   | 40,40  |
| Eisenhut       | 1   | 0      | 0      | 0   | -21      | 0    |        |        |
| Team           | 4+2 | 0+0    | 0+0    | 0+0 | -105-23  | 0+0  |        |        |